# Kreis Schwerin (Warthe)
Der Kreis Schwerin (Warthe), früher Kreis Schwerin an der Warthe, war ein preußischer Landkreis in den Provinzen Posen, Grenzmark Posen-Westpreußen und Brandenburg, der von 1887 bis 1945 bestand. Sein ehemaliges Gebiet gehört heute zum Powiat Międzyrzecki in der polnischen Woiwodschaft Lebus.

## Verwaltungsgeschichte

Verwaltungsgliederung der Provinz Grenzmark Posen-Westpreußen (1922–1938)

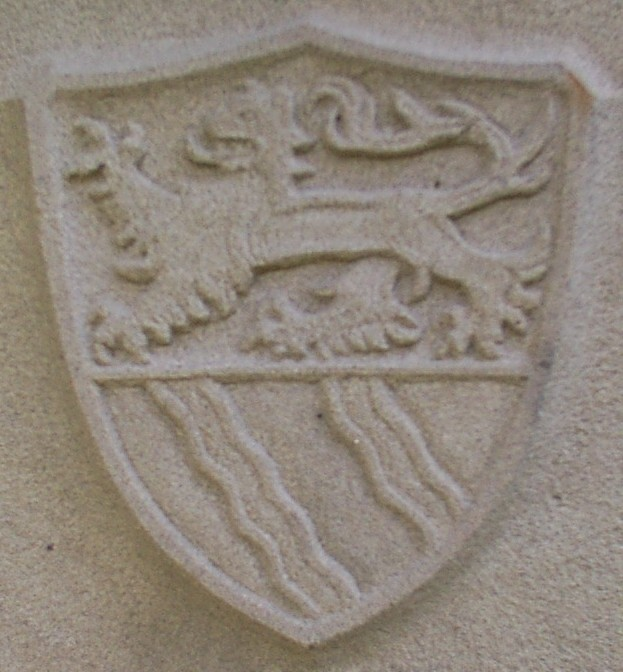
Landkreiswappen auf einem Gedenkstein in Paderborn

Am 1. Oktober 1887 entstand der neue Kreis Schwerin an der Warthe im Regierungsbezirk Posen der preußischen Provinz Posen aus Teilen des Kreises Birnbaum, nämlich:
- den Städten Blesen und Schwerin an der Warthe
- dem Polizeidistrikt Schwerin an der Warthe
- vom Polizeidistrikt Birnbaum die Landgemeinden Freude, Hoffnung, Groß Krebbel, Kaza, Klein Krebbel, Krebbelmühl, Krynitze, Neu Görtzig, Pechlüge, Schneidemühl-Hauland, Striche, Striche-Hauland, Wierzebaum sowie die Gutsbezirke Neu Görtzig, Striche, Waitze, Waitze Oberförsterei und Wierzebaum.

Der Kreis umfasste meist ländliche Gebiete um die Kreisstadt Schwerin an der Warthe.
Nach der Auflösung der Provinz Posen, die zum größten Teil an Polen fiel, wurde am 20. November 1919 der Kreis Schwerin an der Warthe der neuen Regierungsstelle in Schneidemühl im Verwaltungsbezirk Grenzmark Westpreußen-Posen unterstellt.
Seit dem 11. Januar 1921 trug der Verwaltungsbezirk Grenzmark Westpreußen-Posen die Bezeichnung „Grenzmark Posen-Westpreußen“. Am 1. Juli 1922 trat der Kreis Schwerin an der Warthe zur neuen preußischen Provinz Grenzmark Posen-Westpreußen und ab 1. August 1922 zum neu gebildeten Regierungsbezirk Schneidemühl. Später setzte sich die Schreibweise Schwerin (Warthe) durch. Zum 1. Oktober 1938 wechselte der Kreis Schwerin (Warthe) nach der Auflösung der Provinz Grenzmark Posen-Westpreußen in den Regierungsbezirk Frankfurt der Provinz Brandenburg.
Im Frühjahr 1945 wurde das Kreisgebiet durch die Rote Armee erobert und anschließend unter polnische Verwaltung gestellt. Es gehört heute zu Polen.

## Einwohnerentwicklung
| Jahr | Einwohner | Quelle |
| ---- | --------- | ------ |
| 1890 | 22.355    | [ 1 ]  |
| 1900 | 22.094    | [ 1 ]  |
| 1910 | 21.620    | [ 1 ]  |
| 1925 | 22.300    | [ 1 ]  |
| 1933 | 21.035    | [ 1 ]  |
| 1939 | 20.912    | [ 1 ]  |

Unter den 22.300 Einwohnern im Jahre 1925 waren 10.107 Evangelische, 11.957 Katholiken und 121 Juden. 1933 war jeder zweite Einwohner in der Land- und Forstwirtschaft tätig.

## Landräte

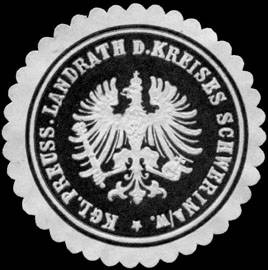
Siegelmarke Königlich Preußischer Landrath des Kreises – Schwerin-Warthe

1887–9999 Kurt von Willich (1860–1903) (kommissarisch)
1887–1891 Hans Ukert (1857–1930)
1891–1898 Gottfried Kögel
1898–1904 Georg von Brandis (1847–1904)
1906–1926 Adolf Parthey (1870–1945)
1926–1928 Josef Ortner (1891–1951)
1928–1932 Gerhard Sendler
1932–1933 Wilhelm Nülle (* 1885) (kommissarisch)
1933–1934 Müller (kommissarisch)
1934–1936 Conrad Prange (1887–1945)
1936–1945 Otto Karl Niemeyer (* 1891)

## Kommunalverfassung
Zum Kreis Schwerin an der Warthe gehörten zwei Städte. Die Landgemeinden und selbstständigen Gutsbezirke waren zu Polizeidistrikten zusammengefasst. Am 1. Juli 1922 wurde anstelle der alten Posener Kreisordnung  die Kreisordnung für die Provinzen Ost- und Westpreußen, Brandenburg, Pommern, Schlesien und Sachsen vom 19. März 1881 eingeführt. Hinsichtlich der Gliederung in die bisherigen Polizeidistrikte gab es dadurch keine Änderung. Mit Einführung des preußischen Gemeindeverfassungsgesetzes vom 15. Dezember 1933 sowie der Deutschen Gemeindeordnung vom 30. Januar 1935 wurde zum 1. April 1935 das Führerprinzip auf Gemeindeebene durchgesetzt.

## Verkehr
Die Preußische Staatsbahn erschloss den Kreis sehr spät: 1887 berührte die Strecke Meseritz – Birnbaum zunächst nur die Station Wierzebaum >116.k<. Die Kreisstadt erhielt erst 1896 durch die Verbindung Landsberg – Meseritz einen Bahnhof >116.f<, von dem 1906 die Linie nach Wierzebaum abzweigte >116.n<. Schließlich nahm die Deutsche Reichsbahn im Jahr 1935 noch eine Strecke nach Alt Beelitz in Betrieb, um die neue polnische Grenze zu umgehen >116.g<.
Die Zahlen in >< beziehen sich auf das Deutsche Kursbuch 1939.

## Städte und Gemeinden

### Stand 1936
Mitte der 1930er Jahre gehörten zum Kreis Schwerin (Warthe) zwei Städte und 41 weitere Gemeinden:
| - Althöfchen - Altlauske - Blesen, Stadt - Briese - Eichberg, Kolonie - Falkenwalde - Freude - Gollmütz - Goray - Groß Krebbel - Hermsdorf | - Hoffnung - Kalzig - Kaza - Klein Krebbel - Krebbelmühl - Krinitze - Lauske - Liebuch - Marienwalde - Neudorf - Neugörzig | - Neuhaus - Neulauske - Neuvorwerk - Orlowce - Oscht - Poppe - Prittisch - Rokitten - Rosenthal Hauland - Schneidemühl Hauland - Schweinert | - Schweinert Hauland - Schwerin (Warthe), Stadt - Schwirle - Seewitz - Semmritz - Striche - Striche Hauland - Trebisch - Waitze - Wierzebaum |

Im Kreis lagen außerdem die Forst-Gutsbezirke Forst Schweinert, Forst Schwerin (Warthe) und Forst Waitze.

### Namensänderungen
1937 erhielten folgende Gemeinden „deutschere“ Namen:
- Goray → Eibendorf
- Kaza → Waldluch
- Krinitze → Warthetal
- Orlowce → Adlerhorst